# Багоу

Багоу, багоун (ဘကုန်း) — ба, 24-я буква мьянманского алфавита, обозначает звонкий губно-губной взрывной согласный. В сингальском пали соответствует букве махапрана баянна, в тайском пали соответствует букве пхосампхау (джонка). Бирманские имена на букву багоу даются детям, родившимся в четверг.

## Тэда (грамматика)
- Ба (ဘာ) — эмейнэнза, вопросительное местоимение «что» разговорной речи.
- Бэ — эмейнэнза, вопросительное местоимение «что» разговорной речи.
- Пхэ — мьёупьяписи, счётное слово для парных предметов.

## Бжитвэ
- Багоувасвэ